# جماعة مشتركة

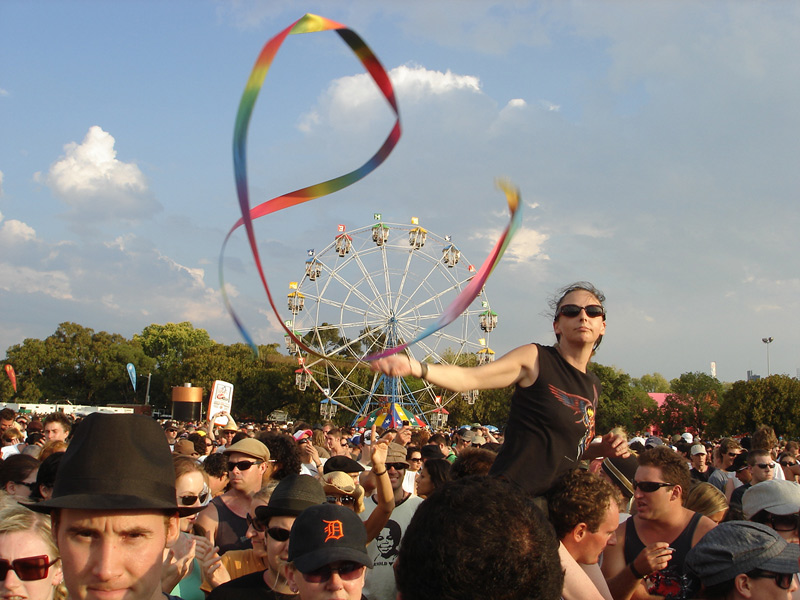

الجماعة المشتركة community هو مصلح له معنيان منفصلان:
- في علم الأحياء وعلم البيئة، هي مجموعة الكائنات الحية التي تتشارك بيئة واحدة.[1][2][3] هذه الجماعات من الكائنات الحية قد تحوي نباتات أو حيوانات أو أي نوع حي species، من أي حجم كان. ما يميز هذه الجماعات هي التآثرات التشاركية التي تتفاعل بها مع بعضها بطرق متعددة.
- يستخدم هذا المصطلح للإشارة إلى مجموعة من البشر يتفاعلون مع بعضهم البعض، وربما يعيشون متجاورين. وكثيراً ما يشير المصطلح إلى مجموعة من الناس يتشاركون قيماً معينة ويجمعهم ترابط اجتماعي ما في بقعة جغرافية. وعموماً فهذه المجموعة أكبر من نطاق الأسرة الواحدة. وقد خلق هذا المصطلح جدلاً كبيراً بين علماء الاجتماع في محاولة لوضع تعريف محدد لهذا المصطلح. وبظهور الإنترنت، فإن مصطلح الجماعة ما عاد محدوداً بالحدود الجغرافية، إذ بات بمقدور الناس أن يتجمعوا في جماعة ما ينتشر أفرادها على امتداد العالم، طالما أن هناك اهتمامات مشتركة تجمع أفراد تلك الجماعة.

في سياقات معينة، قد يستخدم المصطلح community للإشارة إلى المجتمع الوطني (الأمة) أو المجتمع الدولي.